# Брюховецкий, Иван Яковлевич
Иван Яковлевич Брюховецкий (укр. Іван Якович Брюховецький; род. 27 февраля 1932, Головковка) — механизатор колхоза «Искра», Украинская ССР.

## Биография
Родился 27 февраля 1932 года в селе Головковка Чигиринского района Киевской (ныне Черкасской) области.
После окончания Головковской средней школы — с 15 лет — работал помощником тракториста.
В 1948 году добровольцем уехал на восстановление Донбасса. Там два года работал в Краснодоне на шахте № 17.
В 1951 году был призван в Советскую Армию, служил в г. Тбилиси в 14-м отдельном зенитном батальоне.
После возвращения из армии в 1954 году окончил курсы механизаторов широкого профиля на Медведевской МТС. Вернулся в родную Головковку и работал на тракторе «Универсал».
В 1966 году правление колхоза создало звено трактористов, которое возглавил Брюховецкий. Первоначально звено состояло из тяжёлого гусеничного трактора Т-74, трактора ДТ-54 и колёсного трактора «Беларусь». Всю восьмую пятилетку, с 1965 по 1970 годы, звено ежегодно получало по 100 центнеров кукурузы с каждого гектара на площади в 200 га.
Закончил Уманский техникум механизации и электрификации сельского хозяйства в 1977 году.
Был депутатом Чигиринского районного совета.
С 1991 года находился на пенсии.

## Награды
- Герой Социалистического Труда (1971).
- Награждён орденами Ленина, Трудового Красного Знамени, медалями «За трудовую доблесть», «За трудовое отличие», золотой, серебряной и бронзовой медалями ВДНХ СССР.